# Franz Horn (Schriftsteller)

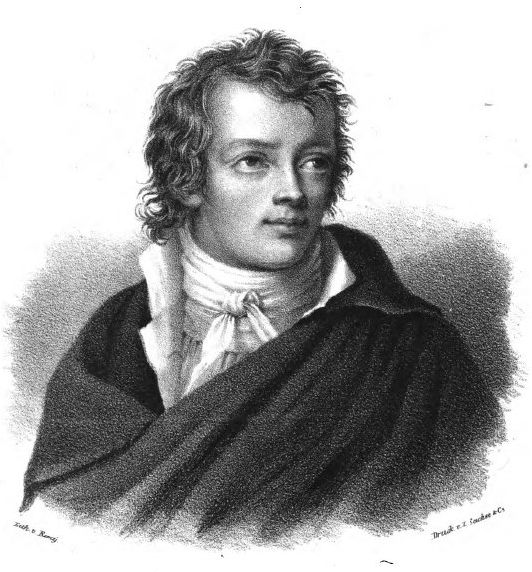
Franz Horn im Alter von 34 Jahren (um 1815)

Franz Christoph Horn (* 30. Juli 1781 in Braunschweig; † 19. Juli 1837 in Berlin) war ein deutscher Schriftsteller, Literarhistoriker und Shakespeare-Kenner.

## Leben und Werk

### Herkunft
Franz Horn hatte fünf Geschwister, drei Brüder und zwei Schwestern. Er selbst war das jüngste Kind. Seine Eltern waren der braunschweigische Oberzahlmeister und Generallazarettverwalter Ernst Wilhelm Horn (1732–1812) und dessen Ehefrau Sophie Dorothea Meyerhoff (1737–1787), eine Tochter des hannoverischen Rittmeisters aus der Garde du Corps Theophil Meyerhoff und der Sophie Margarethe Grupen. Sein Bruder Ernst (1774–1848) wurde 1806 in Berlin Professor an der medizinisch-chirurgischen Militärakademie und 1821 auch Professor der Heilkunde an der Universität. Seine Schwester Henriette heiratete Karl Franz Christian Wagner (1760–1847), einen Professor der klassischen Philologie in Marburg. Er hatte noch zwei bedeutende Neffen, den Mediziner Wilhelm von Horn (1803–1871) und den Oberpräsidenten Karl von Horn (1807–1889).

### Schaffensjahre
Horn besuchte das Braunschweiger Katharineum und das Collegium Carolinum. Nach dem Schulabschluss blieb er zunächst im Elternhaus, wo er einige Dramen verfasste, die er noch in Braunschweig 1799 – anonym – veröffentlichte. Sein Talent als Dramatiker war jedoch sehr bescheiden. Ab Ostern 1799 studierte er in Jena die Rechte, fand daran aber keinen Gefallen und ging im Herbst des folgenden Jahres an die Universität Leipzig, wo er ein Studium der Geschichte, Philosophie und Ästhetik aufnahm. Noch während des Studiums, das er 1802 mit der Promotion zum Dr. phil. abschloss, veröffentlichte er drei Romane und mehrere Übersetzungen von Tragödien Senecas.
Nach der Studienzeit kehrte er für kurze Zeit nach Braunschweig zurück, wo er seinen vierten Roman konzipierte, das zweibändige Werk Henrico (1804/1805). Er entschied sich für den Beruf des Lehrers und ging nach Berlin, wo er, gefördert vom preußischen Schulreformer Friedrich Gedike, ab 1803 eine Stellung als außerordentlicher Lehrer am Gymnasium zum Grauen Kloster innehatte. Horn schloss sich poetisch-geistigen Zirkeln an, die in der Literatur Goethe und Schiller, in der Philosophie Hegel und Schelling als Leitfiguren betrachteten. In der Folge stand er in Kontakt mit zahlreichen führenden Personen des Geisteslebens im Zeitalter von Idealismus und Romantik, darunter Johann Gottlieb Fichte, August Wilhelm und Friedrich Schlegel, Novalis, Ludwig Tieck und Heinrich von Kleist. Ein enger Freund erwuchs in Friedrich de la Motte Fouqué, für den Horn auch zweimal als Herausgeber tätig war.
Im Winter 1804/1805 hielt Horn in Berlin öffentliche Vorlesungen über deutsche Poesie und Beredsamkeit, die großes Interesse wegen seiner innovativen Ideen hervorriefen und daher noch im Jahr 1805 in Druck gingen. Achim von Arnim, der einem Vortrag Horns über Andreas Gryphius beigewohnt hatte, lobte in einem Brief an Clemens Brentano die Qualitäten des Redners, der „unendlich ideenreicher und belehrender“ als Johann Joachim Winckelmann sei und zudem vollkommen frei vortrage.
Eine Bewerbung Horns um die Professur für Ästhetik und Geschichte an der Universität Erlangen in dieser Zeit blieb erfolglos, vielleicht auch weil sie von Friedrich Nicolai hintertrieben worden war, der Horn für einen Unruhestifter mit gefährlichen weltanschaulichen und ästhetischen Prinzipien hielt. Auf Anregung und Vermittlung seines ältesten Bruders Friedrich Horn, Senator in Bremen, nahm er stattdessen die Stellung als dritter Lehrer am dortigen Lyceum an. Noch vor seinem Weggang aus Berlin verlobte Franz Horn sich mit Rosalie Gedike, der Tochter seines inzwischen verstorbenen Förderers Friedrich Gedike. Aus der 1806 in Berlin geschlossenen Ehe der beiden gingen ein Sohn und eine Tochter hervor, die aber beide früh verstarben.
Schon in jungen Jahren von einer schweren Krankheit geplagt, die in Darstellungen wahlweise als Gicht, Rheuma oder schlicht „ein Nervenleiden“ identifiziert wird, kehrte er Bremen 1809 den Rücken, weil er das dortige Klima nicht vertrug, und ging zurück nach Berlin. Das Lyceum hielt seine Stelle zwar noch anderthalb Jahre lang offen in der Hoffnung, er könne zurückkehren, aber Horn musste seine Tätigkeit als Gymnasiallehrer schließlich sogar ganz aufgeben. Auch andere Möglichkeiten geregelter Erwerbstätigkeit waren ihm nun verschlossen. In der Folge erteilte er nur noch privaten Unterricht und widmete sich sonst seinem literarischen Schaffen. In dieser Zeit veröffentlichte er Biografien über den Großen Kurfürsten und Friedrich I., die im Kontext des patriotischen Schrifttums der Zeit der Befreiungskriege standen. Er verfasste auch „historische Gemälde“ über eine Reihe römischer Kaiser, darunter Tiberius und Nero, Darstellungen mit stark literarischem Einschlag.
Am 23. April 1816, dem 200. Todestag von William Shakespeare, wurde in Berlin eine Hornsche Bearbeitung des Hamlet in der Übersetzung von August Wilhelm Schlegel uraufgeführt, für die Horn auch einen Prolog gedichtet hatte, das Ergebnis einer Zusammenarbeit mit der Berliner Theaterintendanz, die im Vorjahr auf den Weg gebracht worden war. Der Erfolg der Inszenierung ermutigte Horn, seine langjährige Beschäftigung mit dem Werk des englischen Dichters zu intensivieren. Die Ergebnisse seiner Studien präsentierte er im folgenden Jahrzehnt in Form von Vorträgen, die einen kleinen Kreis treuer Zuhörer in den Wintermonaten zusammenführte. Später verwandelte Horn diese Vorträge in schriftliche Interpretationen der einzelnen Schauspiele Shakespeares, die zwischen 1823 und 1831 in fünf Bänden erschienen. Weitere Vorlesungen knüpften an seine frühere Auseinandersetzung mit der deutschen Literaturgeschichte an und wurden dann ebenfalls in zwei mehrbändigen Werken veröffentlicht (1819–1821 und 1823–1829).
Die Verschlimmerung seines Leidens zwang ihn 1828, die von ihm geliebte Vorlesungstätigkeit einzustellen. Seine Produktion als Autor beschränkte sich bereits seit längerem, ebenfalls krankheitsbedingt, auf kürzere Werke – Novellen und Beiträge zu Zeitschriften, die er oft nicht mehr selbst schreiben konnte, sondern seiner Frau diktierte. Die führenden Literaturzeitschriften der Zeit brachten Beiträge von ihm zu den Themen Literatur, Ästhetik und Theater. 1816 erschien in Fouqués Frauentaschenbuch erstmals Horns heute bekanntestes literarisches Werk, die Novelle Der ewige Jude.

### Tod und Grabstätte

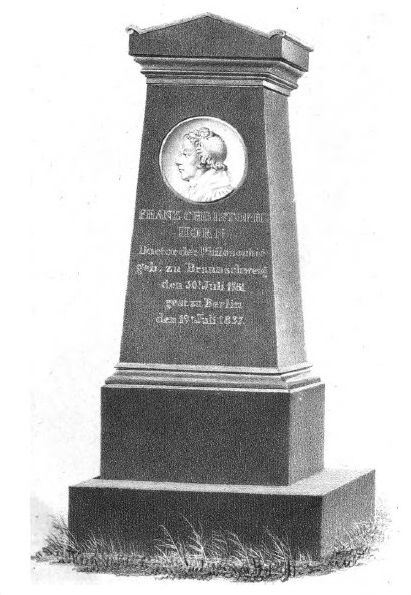
Das nicht erhaltene Grabdenkmal auf dem Dorotheenstädtisch-Friedrichswerderschen Friedhof

Anfang des Jahres 1837 entwickelte sich bei Horn ein gefährlicher Hydrothorax, der sich trotz intensiver Fürsorge mehrerer Mediziner in der Familie weiter verschlimmerte. Franz Horn starb, elf Tage vor seinem 56. Geburtstag, am 19. Juli 1837 in Berlin. Zu denjenigen, die ihn bis zuletzt gepflegt hatten, zählten neben Gattin und Schwiegermutter auch die große Bewunderin Caroline Bernstein. Sie setzte dem Freund dann ein „biographisches Denkmal“, das aber erst 1839 und damit nach ihrem eigenen Tod erschien.
Die Trauerfeier für Horn, geleitet von Friedrich August Pischon, fand am 21. Juli in der Wohnung des Verstorbenen im Beisein vieler Freunde und Schüler statt. Anschließend erfolgte die Beisetzung auf dem Friedhof der Dorotheenstädtischen und Friedrichswerderschen Gemeinden an der Chausseestraße. Das später errichtete Grabdenkmal, ein mehrfach gesockelter Zippus aus grauem Marmor, trug an der nach Osten gerichteten Vorderseite ein von Christian Friedrich Tieck geschaffenes Marmortondo mit dem Porträt des Toten im Profil.
Das Grab befand sich auf dem alten Friedrichswerderschen Teil des Friedhofs, der 1887 im Zuge der Verbreiterung der heutigen Hannoverschen Straße eingeebnet wurde. Während die benachbarten Grabstätten von Hegel, Fichte und Hufeland in den Dorotheenstädtischen Teil des Friedhofs verlegt wurden und dort erhalten sind, ging die letzte Ruhestätte von Franz Horn verloren.

## Rezeption
Das Gesamtwerk Franz Horns, sowohl seine literarischen wie auch seine literaturwissenschaftlich-ästhetischen Schriften, ist weitgehend in Vergessenheit geraten. Dieses Schicksal deutet sich bereits in einem – durchaus wohlwollenden – Nekrolog an, der nach seinem Tod 1837 erschien, wo der nicht einmal sechzigjährig Verstorbene als „Vertreter einer abgelaufenen Zeit“ charakterisiert wird. Die frühe Apotheose, die Caroline Bernstein ihm bereits im Jahr nach seinem Tod in Form einer hagiographischen Lebensbeschreibung zugestand, steht einsam da und ist nur im Kontext ihrer eigenen, von Krankheit geprägten Biografie angemessen zu verstehen. Nur eine weitere Arbeit zu Leben und Werk von Franz Horn in Buchlänge liegt vor, nämlich die Druckfassung einer Dissertation von Lisel Grützmacher aus dem Jahr 1927, die Horn bezeichnenderweise als Studienobjekt für Fragen des Wandels literarischen Geschmacks wählte.
Bereits Zeitgenossen äußerten sich sehr harsch über Horns Bedeutung als Autor. Ein Beispiel ist Franz Grillparzer im Jahr 1823:

„Keine Litteratur hat einen Schriftsteller aufzuweisen, der es in der Kunst, immer neben der Wahrheit zu treffen, so weit gebracht hätte, als Franz Horn. Wenn man bei manchen seiner Schriften, z. B. dem Kommentar über Shakespeare in Versuchung gerät, sich über ihn zu ärgern, so söhnt eine über all sein Wirken verbreitete unschuldige Gehaltlosigkeit einen unvermerkt wieder mit ihm aus. Er hat durch seine Schriften durchaus weder genützt, noch geschadet, nichts von der Stelle und nichts an die Stelle geschoben; ihre Positivität in der litterarischen Welt ist gleich der der Loches in der körperlichen: es ist, als ob er sie nie geschrieben hätte.“

Rudolf von Gottschall sieht ein auch bei Fouqué vorhandenes süßlich-frömmelndes Element bei Horn „zur vollkommenen Manier“ gesteigert, jedoch „ohne alle faustrechtliche Kräftigkeit“. Zudem kokettiere Horn in allen seinen Schriften mit der eigenen Krankheit. Trotz vorhandener Qualitäten sieht er Horns Romane „durch ihre süße, verschwommene Manier und durch die sentimentalen Kunstreflexionen um jede erfreuliche Wirkung gebracht.“ Horns Shakespeare-Interpretationen seien der Versuch, den großen Dichter „ganz auf das Niveau der schwächlichen Romantik“ herabzuziehen. Lediglich Horns Beiträgen zur deutschen Literatur gesteht Gottschall einen gewissen Wert zu – als Fleißarbeit. Hugo Schramm-Macdonald schließt sich in der ADB diesem Urteil vollkommen an, kritisiert den Mangel an Bodenhaftigkeit bei Horn und „Breite, Ueberfülle und Sentimentalität der Reflexionen“ in seinen Romanen. Gerd Heinemann erkennt in der NDB im religiös-pietistischen Einfluss einen entscheidenden Grund, warum die Rezeption von Horns literaturhistorischen Schriften in der Nachwelt so gering ist. Er betont den heterogenen Charakter von Horns Werk, in dem Einflüsse von Sturm und Drang, Klassik und Romantik nebeneinander stünden.
Ein – wenig schmeichelhaftes – literarisches Denkmal hat Heinrich Heine Horn gesetzt. In Atta Troll lässt er ihn an einer nächtlichen Jagd großer Toter der Vergangenheit teilnehmen, jedoch nur in der Rolle eines Sancho Pansa für den Don Quijote Shakespeare:
„An der matten Betermiene,
An der frommen weißen Schlafmütz',
An der Seelenangst erkannt' ich
Unsern alten Freund Franz Horn. [...]
Wenn es manchmal im Galopp geht,
Schaut der große William spöttisch
Auf den armen Kommentator,
Der im Eselstrab ihm nachfolgt,
Ganz ohnmächtig, fest sich krampend
An den Sattelknopf des Grauchens,
Doch im Tode, wie im Leben,
Seinem Autor treulich folgend.“
(Atta Troll, Caput XVIII)

## Werke

### Literarisches
- Urnen der Trauer. Dramen. Anonym veröffentlicht. Hannover 1799.
- Der Fall der Schweiz. Ein Trauerspiel in fünf Aufzügen. Anonym veröffentlicht. Leipzig 1800.
- Guiscardo der Dichter, oder: Das Ideal. Roman. Leipzig 1801.
- Phantastische Gemälde. Erzählungen und Gedichte. Leipzig 1801.
- Der Einsame, oder: Der Weg des Todes. Roman. Leipzig 1801.
- Victor's Wallfahrten. Roman. Penig 1802.
- Der Geist des Friedens. Phantastisches Gemälde. Novelle. Züllichau 1804.
- Henrico. Roman in zwei Bänden. Posen 1804/1805.
- Octavio von Burgos. Roman, nur erster Teil erschienen. Tübingen 1805.
- Der Traum der Liebe. Novelle. Berlin 1806.
- Otto. Roman. Bremen 1810.
- Kampf und Sieg. Roman in zwei Bänden. Bremen 1811.
- Der ewige Jude: Novelle. In: Frauenentaschenbuch: für das Jahr 1816, hg. von Friedrich de La Motte Fouqué. Nürnberg 1816.
- Leben und Liebe. Novelle. Berlin 1817.
- Die Dichter, oder: Das Ideal. Roman in drei Bänden. Berlin 1817–1820.
- Novellen. Zwei Bände. Berlin 1819/1820.
- Liebe und Ehe. Roman. Berlin 1820.
- Gesammelte Gedichte. Berlin 1820.
- Mai und September. Sammlung von Novellen und Gedichten. Zwei Bände. Berlin 1833.

### Sachbücher
- Über Carlo Gozzi's dramatische Poesie, insbesonderheit über dessen Turandot und die Schillersche Bearbeitung dieses Schauspiels. Penig 1803.
- Andeutungen für Freunde der Poesie. Ein Anhang zu dem Taschenbuche Luna. Züllichau 1804.
- Geschichte und Kritik der deutschen Poesie und Beredsamkeit. Berlin 1805.
- Leben und Wissenschaft, Kunst und Religion. Philosophische Fragmente. Berlin 1807.
- Friedrich Gedike. Eine Biographie. Nebst einer Auswahl aus Gedike's hinterlassenen, größtentheils noch ungedruckten Papieren. Berlin 1808.
- Nero. Historisches Gemälde. Leipzig 1810.
- Tiberius. Historisches Gemälde. Leipzig 1811.
- Otho, Galba, Vitellius. Historische Gemälde. Berlin 1912.
- Die schöne Litteratur Deutschlands während des achtzehnten Jahrhunderts. Zwei Bände. Berlin 1812/1813.
- Das Leben Friedrich Wilhelms des Grossen, Kurfürsten von Brandenburg. Berlin 1814.
- Friedrich der Dritte, Kurfürst von Brandenburg. Berlin 1816.
- Umrisse zur Geschichte und Kritik der schönen Literatur Deutschlands, während der Jahre 1790 bis 1818. Zwei Bände. Berlin 1819–1821.
- Die Poesie und Beredsamkeit der Deutschen, von Luthers Zeit bis zur Gegenwart. Vier Bände. Berlin 1822–1829.
- Dichtercharaktere und biographische Skizzen vermischter Gattung. Berlin 1830.
- Shakespeare's Schauspiele erläutert. Fünf Bände. Leipzig 1823–1831.
- Fortepiano. Kleine heitere Schriften. Kurzessays. Drei Bände. Iserlohn 1831/1832.

### Übersetzungen
- Thyestes. Ein Trauerspiel des Lucius Annaeus Seneca. Übersetzung mit Einleitung. Penig 1802.
- Die Trojanerinnen. Trauerspiel des Lucius Annaeus Seneca. Übersetzung mit Einleitung. Penig 1803.

### Vermischtes
- Latona. Unterhaltungsschriften in zwei Bänden. Berlin 1811/1812.
- Freundliche Schriften für freundliche Leser. Zwei Bände. Nürnberg 1817–1820.
- Deutsche Abendunterhaltungen. Erzählungen und Kurzbiografien. Berlin 1822.
- Erhebung und Beruhigung. Erzählungen und Kurzbiografien. Berlin 1824.
- Wein und Öl. Erzählungen, Charakteristiken, Umrisse und Bilder. Dresden 1836.

### Herausgeber
- Luna. Ein Taschenbuch auf das Jahr. Mit vielen eigenen Beiträgen. Leipzig u. a. 1804/1805.
- Friedrich de la Motte Fouqué: Karl des Grossen Geburt und Jugendjahre. Ein Ritterlied. Mit Vorwort von Franz Horn. Nürnberg 1816.
- Friedrich de la Motte Fouqué: Die Pilgerfahrt. Ein Trauerspiel. Nürnberg 1816.
- Christoph Martin Wieland: Briefe an Sophie von La Roche. Mit Vorwort und Anmerkungen von Franz Horn. Berlin 1820.

Gustav Schwab und Friedrich Förster gaben eine Auswahl aus seinem Nachlass unter dem Titel: Psyche (3 Bände, Leipzig 1841) heraus.